# Василевский, Павел Фаддеевич
Павел Фаддеевич Василе́вский (1912—2011) — советский инженер, учёный в области металлургии. Лауреат Сталинской премии первой степени.

## Биография
Родился 13 (26 июня) 1912 года в Тифлисе (ныне Тбилиси, Грузия). С 1931 года после ФЗУ работал слесарем на заводе «Красный Аксай» в Ростове-на-Дону.
Окончил Уральский индустриальный институт имени С. М. Кирова (1938).
В 1938—1952 годах техник, инженер, старший инженер-технолог, начальник литейного бюро отдела главного металлурга Уралмашзавода.
В 1952—1957 годах начальник литейного сектора отдела главного металлурга Минтяжмаша.
С 1957 года зав. лабораторией литья турбинного и атомного оборудования ЦНИИТмаша (Москва).
Автор новых технологий литья стальных деталей.
Доктор технических наук (1974).
Умер 23 мая 2011 года в Москве.
Сочинения:
- Литниковые системы стальных отливок [Текст] / П. Ф. Василевский. — Москва : Машгиз, 1956. — 163 с.;
- Стальные отливки. Технология формовки, заливки и выбивки [Текст] / П. Ф. Василевский. — Москва : Машгиз, [Урало-Сибирское отделение], 1950. — 406 с. : черт. ; 21 см.
- Технология стального литья [Текст] / П. Ф. Василевский. — Москва : Машиностроение, 1974. — 408 с. : ил. ; 24 см.

## Награды и премии
- Сталинская премия первой степени (1950) — за создание советского рельсо-балочного стана (для Нижнетагильского металлургического комбината)
- орден «Знак Почёта» (1945)
- медаль «За трудовую доблесть»
- медаль «За доблестный труд в Великой Отечественной войне 1941-1945 гг.»
- медали ВДНХ.